# Johann Jakob Parcus
Johann Jakob Parcus (* 23. August 1790 in Grünstadt; † 21. Januar 1854 in Mainz) war ein hessischer Jurist und Politiker und Abgeordneter der 2. Kammer der Landstände des Großherzogtums Hessen.
Johann Jakob Parcus war der Sohn des Advokaten und Gutsbesitzers Karl Christian Parcus (1761–1819) und dessen Ehefrau Rosina, geborene Jacobi (1755–1844). Parcus, der evangelischen Glaubens war, heiratete in Mainz am 10. Oktober 1813 bzw. in Worms am 6. Mai 1814 Louise Katharina Adelaide geborene Köler (* 30. Dezember 1793 in Wörrstadt; † 19. September 1875 in Darmstadt), die Tochter des Professors und Botanikers Georg Ludwig Koeler (1764–1807) und dessen Ehefrau Elisabeth Friederike geborene Amelung (1773–1832) aus Grünenplan. Aus der Ehe gingen folgende Kinder hervor:
- Carl Friedrich Parcus (1815–1881), Kreisrat in Bingen
- Ludwig August Parcus (1819–1875), Bankier und Unternehmer (dessen Sohn Carl Parcus (1849–1923) wurde Bankier und Abgeordneter der 1. Kammer der Landstände des Großherzogtums Hessen)
- Rosalie Elise Parcus (1822–1912)
- Felix Arthur Parcus (1823–1887)
- Julius Friedrich Parcus (1825–1887), geht nach New York, verheiratet mit Josefine Schaaf, aus Wiesbaden
- Marie Francisca Pauline Louise Werner, geb. Parcus (1828–1903), verheiratet in Mainz Januar 1850 mit Joseph Werner (1815–1859)

Johann Jakob Parcus studierte Rechtswissenschaften und wurde 1836 Generalstaatsprokurator in Mainz. 1853 wurde er pensioniert.
Von 1826 bis 1830 und erneut von 1835 bis 1841 gehörte er der Zweiten Kammer der Landstände an. Er wurde zunächst für den Wahlbezirk Rheinhessen 1/Alzey und dann für den Wahlbezirk der Stadt Worms gewählt. 1826 bis 1830 war er Vizepräsident der Kammer.